# Cree (jezioro)
Jezioro Cree (ang. Cree Lake) – jezioro pochodzenia polodowcowego w Kanadzie w prowincji Saskatchewan.
Jezioro Cree jest otoczone przez bezludne obszary tajgi. Na jeziorze występuje duża liczba wysp.